# Eiffel 65
Eiffel 65 es un grupo italiano de Italodance y Eurodance formado en 1998 en la ciudad de Turín, en Italia  integrado por el rapero y cantante Gianfranco Randone, y los DJs Gabry Ponte y Maurizio Lobina. El nombre de «Eiffel» fue elegido al azar por un programa de ordenador y el «65» apareció haciendo garabatos sobre sus nombres por error (el 65 formaba parte de un número de teléfono de su discográfica, BlissCo). Las canciones del grupo tienen la característica de mezclar el inglés con el italiano.

## Biografía

### Comienzos

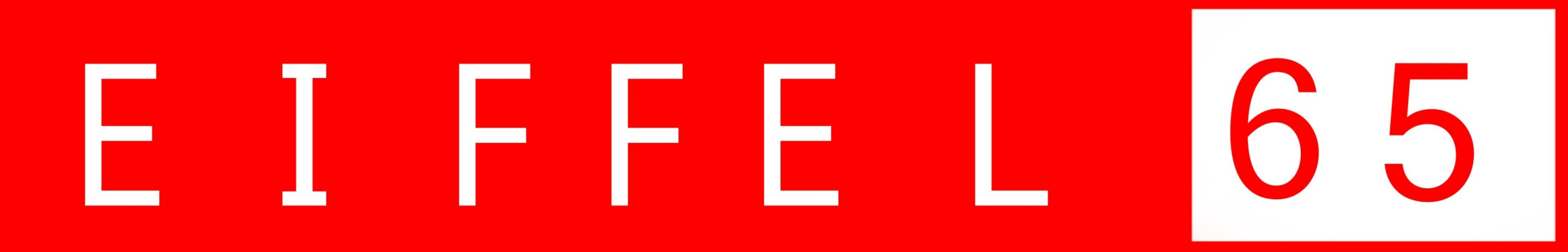
Logotipo de Eiffel 65 usado desde 2001.

Se dieron a conocer con su gran éxito de 1998 “Blue (Da Ba Dee)”. Sus otros primeros éxitos fueron “Move Your Body” y “Too Much of Heaven”. Estos temas y otros se recogían en su primer disco 
Europop, de 1999. Con este primer disco fueron una de las canciones más bailadas de las discotecas y terrazas de verano de ese año. Vendieron más de un millón de copias, realizaron una gira mundial de dos años con más de 600 conciertos, lograron contratos publicitarios, en Italia fueron la canción más radiada de la Historia durante un mes, en España fueron número 1 de ventas... Con este disco consiguieron una nominación a los “Grammy” por mejor grupo dance del año y ganaron el “European Music Award” del año al mejor grupo italiano del mundo en la gala que ese año se celebró en Montecarlo, en Mónaco. 
Con "Blue (Da Ba Dee)" llegaron al puesto número 64 de los 100 más pedidos de MTV del año 2000.

### Siguientes trabajos
Su segundo disco salió en 2001 con el nombre de Contact!, pero no vendió tanto, ni fue tan difundido por los medios de comunicación como el primero. El grupo prácticamente sólo era oído en esos momentos en Italia y España con canciones como “Back in Time", "Lucky (In My Life)", "Losing You", "80s Stars".
En 2002 el grupo participó en el Festival de San Remo con el tema “Quelli Che Non Hanno Età”.
En 2003 pusieron a la venta, sólo en Italia, su tercer álbum de estudio, Eiffel 65, este fue un disco doble. El CD 1 contenía temas en italiano, mientras que el CD 2 contenía los mismos temas, pero grabados en inglés. De este álbum se extrajeron singles como Una Notte E Forse Mai Più, Voglia Di Dance All Night, Viaggia Insieme a Me, entre otros.
Desde su aparición en 1999, más de 30 grupos o artistas les han pedido colaboraciones en sus diferentes discos. Ellos han sido reconocidos internacionalmente por tener en sus temas una base musical tan rítmica que mezclaba guitarras y teclado con sonidos creados y diseñados por un ordenador y que pasan a través de un vinilo. Además, ellos produjeron y compusieron las bases de los temas del primer disco del grupo “S Club 7”.

### Disolución del grupo
En marzo de 2005, a pesar de estar trabajando en la producción de lo que iba a ser el siguiente álbum, el DJ del grupo, Gabry Ponte, abandonó la formación para emprender una carrera en solitario, que no tuvo el éxito esperado al inicio. En la actualidad, sin embargo, ha editado dos discos en solitario.
Mientras ellos aún eran parte de "Eiffel", realizaron la maqueta de un sencillo que iba a ser titulado "Lost In The Supermarket" (Perdido En El Supermercado), el cual se suponía iba a ser el primer sencillo del cuarto álbum de Eiffel, dicha maqueta se pudo descargar gratis durante algún tiempo desde el sitio de Eiffel, al disolverse el grupo, dicho website fue cerrado temporalmente (para luego ser reactivado a inicios de 2010). Este sencillo ni se culminó, ni salió nunca a la venta. Tampoco está dentro del catálogo de futuras (o posibles) canciones de Eiffel 65/Bloom 06.
El 16 de mayo de 2006 los otros dos miembros del grupo, Maurizio y Jeffrey, abandonaron la productora de “Eiffel 65”, Bliss Corporation, para crear su propia compañía y continuar sus carreras bajo un nuevo nombre, dado que el nombre original de la banda seguía siendo propiedad de BlissCo.
En junio de 2006 nació el grupo “Bloom 06”, conformado por Maurizio y Jeffrey. Con su primer álbum “Crash Test 01”, utilizaron muchas de las maquetas que estaban realizando para lo que hubiese sido el siguiente disco de Eiffel. De este disco se extrajeron los sencillos In The City, y Per Sempre.
A pesar de la separación, durante 2009, BlissCo lanzó vía YouTube todo el material de Eiffel 65 que estuvo guardado durante algún tiempo, esto incluye videos oficiales nunca estrenados, entrevistas pregrabadas, presentaciones en vivo, además de todas las canciones que grabaron como Eiffel hasta 2003.

### Eiffel 65, de nuevo
El nombre de “Eiffel 65” resucitó volviendo a ser utilizado por BlissCo, que tenía los derechos de propiedad de este producto. El nuevo “Eiffel65” estuvo brevemente formado por Ponte, Roberto Molinaro (un frecuente colaborador tanto de Eiffel, como de los diversos proyectos creados por Gabry, Maurizio y Jeffrey), y otros artistas del sello discográfico que realizan colaboraciones esporádicas a otras bandas.
Cabe destacar, que el tema de “Eiffel 65” Living In My City fue el tema oficial de Los Juegos Olímpicos de Invierno de Turín 2006. Sin embargo, Jeffrey y Maurizio utilizaron la misma música de este tema para adaptarlo y convertirlo en "In The City", el primer sencillo que lanzaron como Bloom 06.
Durante 2008 y 2009, Maurizio y Jeffrey (como Bloom 06) lanzaron dos EP "Club Test 01" y "Club Test 02", los cuales incluían versiones totalmente nuevas de "Blue (Da Ba Dee)" y "Move Your Body", desde entonces, ellos han interpretado en vivo utilizando cualquiera de los dos nombres de la banda (Eiffel/Bloom) temas propios de la primera, tales como "Viaggia Insieme a Me", "Too Much of Heaven", "Una Notte E Forse Mai Più", "Voglia Di Dance All Night", entre otros. Ese mismo año (2009), el rapero Flo Rida lanzó el tema "Sugar", la cual es una adaptación de "Blue (Da Ba Dee)", sólo que con una letra distinta. 
El 17 de junio de 2010 Maury Lobina y Gianfranco Randone publicaron un comunicado en su página web en el que afirmaron que se reunirían nuevamente con Gabry Ponte para relanzar Eiffel 65, dado que esta formación les otorgó la oportunidad de hacerse famosos y que el mundo demanda la música que Eiffel hacía.
El 29 de agosto de 2015, en una entrevista Jeffrey Jey (Gianfranco Randone) confirmó los rumores de que estaban pensando en sacar un disco nuevo después de 11 años de parón discográfico.
El 11 de septiembre del mismo año, después de un concierto en Turín (Italia), Maury Lobina anunció que estaban trabajando en el nuevo álbum. Aún no hay más datos sobre la fecha de lanzamiento u otros detalles, pero aseguran que el lanzamiento será muy pronto.
El 17 de septiembre de 2022, en una entrevista en Arena Suzuki con Rai Radio 2, el grupo dijo que la actividad discográfica de Eiffel, probablemente volverá.
El 9 de diciembre de 2022, Eiffel 65, junto a Boomdabash lanzaron Heaven, del cual es una versión de Too Much Of Heaven de 1999, sólo con influencias de los años 1980 y añadiendo vocales de Boomdabash.
A principios del 2023 Eiffel 65 reaparece de nuevo con sólo 2 de los miembros originales; Jeffrey y Maury compitiendo en la segunda edición de "Una Voce per San Marino" (concurso donde se elige representantes para ir al Festival de la Canción de Eurovisión). Participáron con el sencillo "Movie Star" con el que lograron pasar a la final del concurso aunque finalmente ganó la banda italiana Piqued Jacks, mientras Eiffel quedó en quinta posición de la clasificación. El sencillo no llegó a publicarse en plataformas digitales ni en formato físico.
En mayo de 2024 publican el sencillo "Bestiale" junto a la famosa cantante y actriz italiana Loredana Bertè.

## Componentes

### Jeffrey Jey
Su nombre real es Gianfranco Randone. Nació en Sicilia el 5 de enero de 1970, es el vocalista y toca el bajo en el grupo. El nombre "Jeffrey Jey" (según ha contado él mismo en diversas entrevistas) se lo dieron sus amigos durante sus años en Estados Unidos, ya que "Gianfranco Randone" sonaba demasiado extranjero para aquel país. Sin embargo, en ocasiones, él utiliza el nombre "Gianfranco Jeffrey Randone" para referirse a sí mismo.
Jeffrey nació en una familia de músicos, así que gracias a eso se subió por primera vez a un escenario con tan sólo un año y medio. Cuando cumplió los dos años, se mudaron a Brooklyn (Nueva York) donde vivió hasta los 14 años, cuando regresó a Italia. No empezó a formarse en la música hasta los 15 años, a pesar de eso él ya tenía una formación innata y autodidacta por ayudar a sus padres. Fue en ese momento cuando, tras recibir como regalo de cumpleaños un ordenador, cuando empezó a creer que con sus conocimientos musicales y poniendo en práctica sus aprendizajes informáticos podía mezclar sus dos grandes pasiones y lo consiguió. Empezó a hacer música electrónica por ordenador y desde ahí no ha parado.
Pero su vida cambió a los 23 años cuando creó el tema “People Have The Power” versión de la cantautora estadounidense Patti Smith, ya que le lanzó a la escena profesional del Dance. Hizo muchos éxitos que tuvieron muy buena acogida en las discotecas italianas del momento: “Go!”, “You Make Me Cry”, “Hold On To Love” y “Love Is Forever”. Escribió el tema “Blue (Da Ba Dee)” como homenaje al clásico de Domenico Modugno “Nel Blu Dipinto Di Blu (Volare)”.
Se pudo conocer en enero de 2011 que Gianfranco forma ahora parte de la dirección de su discográfica, BlissCo., tal y como puede apreciarse en el sitio oficial de la misma.

### Maury Lobina
Su nombre real es Maurizio, y su apodo fue Apollo. Nació el 30 de octubre de 1973 y toca el teclado y las guitarras eléctricas en el grupo, también hace de corista en algunos temas. Aprendió a tocar el piano con 5 años y entró en su primera banda a los 10. En ese grupo tocó desde reggae hasta house. Estudió Electrónica y entró en la industria musical en 1992. La gran pasión de Maury, aparte de la música, es el fútbol.

### Gabry Ponte
Su nombre real es Gabrielle Ponte. Nació en Turín el 20 de abril de 1973. Es el DJ del grupo.
Gabrielle empezó a ejercer de DJ cuando con 17 años por entretenimiento en su casa empezó a pinchar discos. Entonces pensó que podría convertirse en su hobby de fin de semana. Tras un tiempo trabajando para locales de su barrio y buscando abrirse camino en productoras que le negaban su entrada, ingresó en la Bliss Corporation en 1993, antes de que empezase a estudiar Física, que empezó pero no se licenció. 
Uno de los grupos de los cuales, intervino como productor más importantes fueron DaBlitz y Bliss Team. A partir de ahí la productora empezó a confiar en él y trabajó con artistas con Domenico Capuano. Desde entonces siempre ha estado en cada movimiento que la “BlissCo” ha realizado. Ha colaborado en más de 100 producciones de esta compañía en ocho años que lleva perteneciendo a ella. Además, ha estudiado diversas artes marciales orientales y posee gran dominio de ellas. En el videoclip del tema “Too Much Of Heaven” muestra algunas de sus habilidades. 
En 2002 Gabry intercaló el grupo con trabajar en locales nocturnos. Sacó su primer disco en solitario, “Gabry Ponte”. El primer sencillo “Time To Rock” se convirtió en el número 1 de las pistas de baile en todo el Mundo durante un año. Gabry entró a trabajar entonces para Radio DJ, la emisora musical más importante de Italia. En 2003, “La Danza Delle Streghe” se convirtió en la canción más pinchada en los locales de baile del país. Ese mismo año comenzó el proyecto “Haiduchii”, con el que produjo el disco de un grupo emergente, “O-Zone”, y realizó la base musical de la canción “Dragontea Din Tei”, escuchadísima en todo el mundo. 
En enero de 2004 Gabry sacó su segundo disco, “Dr. Jeckyll and Mr. Dj”. En 2004 sacó a la venta su último sencillo, “Depends On You”.

## Discografía

### Álbumes
- Europop (1999) #4 en EE.UU., 2 platinos
- Contact! (2001)
- Eiffel 65 (2003) (Disco doble: en italiano e inglés)
- "Starship" (Título provisional) (TBA) (Todavía no tiene fecha concreta de salida)

### Sencillos
- "Blue (Da Ba Dee)" (1999) - #3 en Italia, #6 en EE. UU. (Hot 100), #1 en Reino Unido,#1 Irlanda,#1 España , #1 Francia, #1 Alemania, #1 Austria
- "Move Your Body" (2000) - '#1 en It.,#36 en EE.UU (Top 40 Main.), #3 en R.U., #4 en Irl., #1 en Fr., #4 en Aus., #4 en Ale., #7 en Lit., #1 Austria
- "Too Much of Heaven" (2000) - #1 en It.,#98 en EE. UU., #20 en Fr., #50 en Aus., #5 en Lit., #35 en Ale., #1 en Argentina (6 semanas)
- "My Console" - Sólo publicado en España y Portugal, como promoción
- "One Goal" (2001) - #37 en Francia
- "Episode II"
- "Back In Time" #13 en Italia
- "Lucky (In My Life)" #128 en EE. UU., #26 en Canadá, #15 en Italia, #23 en Austria, #57 en Alemania, #68 en Francia
- "80's Stars" #27 en Italia
- "Losing You" - Solo publicado como vinilo en Canadá
- "Cosa Resterà (In A Song)" #5 en Italia
- "Quelli Che Non Hanno Età" #4 en Italia
- "Viaggia Insieme A Me" #13 en Italia
- "Viaggia Insieme A Me RMX"
- "Una Notte E Forse Mai Più" #10 en Italia
- "Voglia Di Dance All Night"
- "Panico" #25 en Italia
- "Heaven" #1 en Apple Music y Shazam Italia